# فدراسیون فوتبال بوروندی
فدراسیون فوتبال بوروندی (فرانسوی: Fédération de football du Burundi, FFB‎) نهاد اداره‌کننده مسابقات فوتبال و فوتسال در کشور بوروندی است.
این فدراسیون که در سال ۱۹۴۸ تأسیس شده عضو کنفدراسیون فوتبال آفریقا و فیفا نیز می‌باشد و مقر آن در شهر بوجومبورا است.